# Цръклевци
Цръклевци е село в Западна България. То се намира в Община Драгоман, Софийска област.

## География
Село Цръклевци е разположено в предбалканските възвишения на Стара планина Разположението на селището е под формата на дъга, ориентирана на изток, югоизток и юг.
Село Цръклевци отстои на 18 км от общинския център Драгоман, с който го свързва път, преминаващ през селата Василовци, Мало Малово, Раяновци и Голямо Малово. На почти същото разстояние селото отстои и от гр. Годеч, на 25 км от Костинброд и на 37 км от София.

## Образование и култура
Училище има още в средата на 19 век. Старото училище се е помещавало в къщата-хан на Цветан Димов, която по-късно е била закупена и преустроена само за провеждане на училищни занятия.
През 1934 г. на дворното място, получено като дарение от Милан Цветков, е построено и открито новото начално училище „Кирил и Методий“.
- Изглед от Ливагето
- Църквата „Св. Петка“